# Monte Walsh
Pour plus de détails, voir Fiche technique et Distribution.
Monte Walsh est un film américain réalisé par William A. Fraker, sorti en 1970.

## Synopsis
1880, dans l'ouest américain, trois cow-boys sont à la recherche d'un travail. Chet Rollins est ambitieux, Monte Walsh lui c'est  l'alcool et la débauche qui ont sa préférence, enfin Shorty Austin choisit le crime pour gagner de l'argent...

## Fiche technique
- Titre : Monte Walsh
- Réalisation : William A. Fraker
- Scénario : David Zelag Goodman (en) & Lukas Heller (en), d'après le roman de Jack Schaefer
- Musique : John Barry
- Photographie : David M. Walsh
- Montage : Richard K. Brockway, Ray Daniels, Gene Fowler Jr. & Robert L. Wolfe (en)
- Production : Hal Landers et Bobby Roberts
- Sociétés de production : Cinema Center Films & Landers-Roberts Productions
- Société de distribution : National General Pictures (en)
- Pays :  États-Unis
- Langue : Anglais
- Format : Couleurs - Mono - 35 mm - 2.35:1
- Genre : Western
- Durée : 99 min

## Distribution
- Lee Marvin (VF : André Valmy) : Monte Walsh
- Jack Palance (VF : Georges Atlas) : Chet Rollins
- Jeanne Moreau (VF : elle-même) : Martine Bernard
- Mitch Ryan (VF : Serge Sauvion) : Shorty Austin
- Jim Davis (VF : Jean-Henri Chambois) : Cal Brennan
- G. D. Spradlin (VF : Jean Berger) : Hal Henderson
- Ted Gehring (VF : Claude Joseph) : Skimpy Eagans
- Matt Clark (VF : Jacques Deschamps) : Rufus Brady
- Billy Green Bush (en) (VF : Marc de Georgi) : Powder Kent
- John Hudkins : Sonny Jacobs
- Raymond Guth (VF : Pierre Collet) : Sunfish Perkins
- John McKee : Petey Williams
- Michael Conrad : Dally Johnson
- Tom Heaton : Sugar Wyman
- John McLiam : Fightin' Joe Hooker
- Allyn Ann McLerie : Mary Eagle
- Bo Hopkins : Jumpin' Joe Joslin
- Eric Christmas (VF : Henri Labussière) : Colonel Wilson
- Charles Tyner (VF : Jacques Thébault) : Le médecin